# Districte de Lower Dir
El districte de Lower Dir és una divisió administrativa de la província de la Frontera del Nord-oest al Pakistan. El districte es va formar el 1996 per divisió del districte de Dir. La superfície és de 1.582 km i està format per la part meridional de la vall del Panjkora. La capital és Timergara que per manca de fons per arranjar una capital al districte d'Upper Dir, fa també de capital d'aquest. Segons el cens de 1998 la població 797.852 habitants i s'estimava el 2005 que ja havia passat el milió
Administrativament està format per sis tehsils:
- Temergara.
- Balambat.
- Lalqila.
- Adenzai.
- Munda.
- Samarbagh (Barwa).